# Вентиляційні виробки
Вентиляційні виробки (рос. вентиляционные выработки, англ. fangs, air headings, airways; нім. Wetterwegen, Wetterkanale, Wetterstrecken) — гірничі виробки, якими, як правило, забруднена (вихідна) повітряна течія рухається до виходу на поверхню.